# حسينية (مدينة)
حسينية (بالفارسية: حسینیه) هي منطقة سكنية في إيران وتقع في ناحية ألوار غرمسيري يقدر عدد السكان في 
حسينية، بـ 1,863 نسمة .

## اقرأ ايضاً
- قائمة مدن إيران